# PROPAK
Der Fachverband PROPAK und die Vereinigung PROPAK Austria mit Sitz in Wien vertreten die industriellen Hersteller von Produkten aus Papier und Karton in Österreich. Zu den Mitgliedern zählen 85 Unternehmen, die etwa 8.710 Mitarbeiter beschäftigen. In Abgrenzung zur Papierindustrie stellen die Unternehmen der PROPAK Produkte aus Papier und Karton her. Zu den wesentlichen Erzeugnissen gehören Papierwaren (35,6 %), Wellpappe sowie Wellpappeverpackungen (25,1 %), Faltschachteln und Vollpappekartonagen (18 %), Hygienepapierwaren (9,3 %), Büro- und Organisationsmittel (5,6 %) sowie flexible und andere Verpackungen (6,4 %).

## Geschichte
Der Industriezusammenschluss, der die Produzenten von Fertigungen aus Papier und Karton vereint, wurde 1921 in Wien gegründet. 1946 wurde die Organisation in PPV umbenannt. Seit 1. April 2015 tritt die Vereinigung als PROPAK auf und bildet damit ein Dach für die bisherigen drei Brancheneinrichtungen: aus PPV wurde der Fachverband PROPAK, aus dem Unternehmerverband PPV Austria wurde die PROPAK Austria und aus dem Schulverein das Bildungsforum PROPAK. Begründet wurde das Re-Branding vor allem damit, sich von der rohstoffliefernden Papierindustrie abzugrenzen.

## Fachorganisationen
Die PROPAK vereint drei Einrichtungen unter einem Dach:
- Der Fachverband PROPAK ist die gesetzliche Interessensvertretung im Rahmen der Wirtschaftskammer Österreich.[5] Mitglieder sind alle Unternehmen in Österreich, die zur Papierverarbeitung in industrieller Form berechtigt sind.
- PROPAK Austria gilt als freier Unternehmerverband und Plattform für die Branchen. Seit Oktober 2001 zählen 70 industrielle Hersteller von Produkten aus Papier und Karton zu den Mitgliedern.
- Das Bildungsforum PROPAK ist die operative Organisation in allen Belangen der Aus- und Weiterbildung. Sie betreut die Facharbeiterausbildung, Kurse und Lehrgänge zur Weiterbildung und kooperiert mit Ausbildungsinstituten im In- und Ausland.

Überdies dient PROPAK auch als Plattform und Dachverband für die einzelnen Branchenverbände des Verpackungssektors, wie das Forum Wellpappe Austria, die Faltschachtelindustrie, Verband der Industrie flexibler Verpackung, ARGE Getränkekarton, Verband industrieller Buchbinder, Verband der Hülsenindustrie, Verband der Kartonageure und ARGE Verpackungsdruck.

Zusätzlich ist der Fachverband Mitglied bei unterschiedlichen europäischen und internationalen Organisationen, wie der CITPA (Internationale Konföderation der Verarbeiter von Papier und Pappe in Europa), INTERGRAF (Europäische Vereinigung für Druck und digitale Kommunikation) oder der FEFCO (Europäische Föderation der Wellpappefabrikanten).

## Aufgaben
Als Arbeitgeberverband und Kollektivvertragsträger ist der Fachverband Sozialpartner auf Branchenebene und vertritt die fachlichen Interessen der Branche gegenüber Politik und Wirtschaft. Zu seinen Aufgaben gehören:
- Branchenpolitik
- Interessenvertretung
- Wirtschafts- und Industriepolitik
- Arbeitgeberpolitik
- Förderung des Wirtschafts- und Bildungswesens
- Öffentlichkeitsarbeit
- Information und Mitgliederservice

Als Funktionen des Vereins PROPAK Austria gelten:
- Unternehmerverband
- Dach- und Trägerorganisation für Branchenverbände und Arbeitsgemeinschaften
- Ausbildung

Zu den Bereichen des Bildungsforums PROPAK zählen:
- Berufsausbildung
- Weiterbildung
- Mitgliederbetreuung
- Fachpublikationen

## Führung
Der Fachverband wird von einem Führungsgremium geleitet. Geschäftsführer der PROPAK ist Martin Widermann und als Präsident (Obmann) fungiert Georg-Dieter Fischer.

## Aus- und Weiterbildung
Berufsfelder der industriellen Herstellung von Produkten aus Papier und Karton sind in den Bereichen Verpackungstechnik, Druck und Buchbinderei angeboten. Als Basis für diese Berufe gelten unter anderem die Lehrberufe für Verpackungstechnik, Buchbinder, Druckvorstufentechnik und Drucktechnik oder das FH-Studium Verpackungstechnologie an der FH Campus Wien. Darüber hinaus werden von der PROPAK selbst ein Aus- und Weiterbildungsprogramm über das Bildungsforum PROPAK angeboten.

## Nachhaltigkeit
Dass insbesondere die Nachhaltigkeit der Verpackung für den Kauf eines Produktes entscheidend ist, bestätigt eine von Pro Carton durchgeführte Konsumentenbefragung in den sieben größten Ländern Europas: Drei Viertel aller Konsumenten greifen zu jenen Produkten, die ökologisch verpackt sind. Die Nachhaltigkeits-Charta dokumentiert das Kommitment der Branche für Umwelt, Mitarbeiter und Standort.
Das Institut für industrielle Ökologie hat 2019 den Status quo der Branche in den drei Bereichen der Nachhaltigkeit (Ökologie, Ökonomie, Soziales) analysiert.
Im Umweltbereich punktet PROPAK klar und deutlich durch die Verwendung von nachwachsenden Rohstoffen aus nachhaltig bewirtschafteten Wäldern und dem hohen Einsatz von Recyclingmaterialien, so Studienautor Andreas Windsperger, Geschäftsführer des Instituts für industrielle Ökologie. PROPAK-Betriebe zeichnen sich in der Verarbeitung und Veredelung von Produkten aus Papier und Karton durch eine hohe Rohstoff- und Energieeffizienz aus.